# Медиоланум Форум
„Медиоланум Форум“ е закрита арена в Милано, Италия. Капацитета на арената е около 12 700 души и се използва са спортни събития и концерти.